# Sergi Guardiola
Sergio „Sergi“ Guardiola Navarro (* 29. Mai 1991 in Manacor) ist ein spanischer Fußballspieler, welcher aktuell für Rayo Vallecano spielt.

## Karriere
Guardiola begann seine Karriere in diversen kleinen Vereinen. So spielte er etwa für Lorca Deportiva in der viertklassigen Tercera División oder für den Jumilla CF und den Ontinyent CF in der drittklassigen Segunda División B.
Zur Saison 2015/16 wechselte Guardiola in die zweitklassige Segunda División zur AD Alcorcón, für die er viermal auf Profiebene zum Einsatz kam. Aufgrund von wenig Spielzeiten löste er am 24. Dezember 2015 seinen Vertrag in Alcorcón auf. Vier Tage später unterzeichnete er einen Vertrag beim FC Barcelona, der ihn für seine Drittligamannschaft verpflichtete. Allerdings löste der FC Barcelona den Vertrag wenige Stunden später wieder auf, da sich Guardiola im Jahr 2013 auf Twitter abfällig über den Verein und Katalonien geäußert hatte. Am 9. Januar 2016 schloss er sich der zweiten Mannschaft des FC Granada an. 2016 und 2017 erfolgten Leihen zu Adelaide United und Real Murcia. Im Juli 2017 schloss sich Guardiola ablösefrei dem FC Córdoba an. Nach einem Jahr in Córdoba erfolgte auch hier eine Leihe, dieses Mal zum FC Getafe. Seit Januar 2019 steht er bei Real Valladolid unter Vertrag. Im Sommer 2021 wurde der Spanier für eine Saison an Rayo Vallecano ausgeliehen. Ende Januar 2023 wechselte er leihweise zum FC Cádiz und wurde im Sommer 2023 fest vom Zweitligisten verpflichtet.
2024 verließ Guardiola den FC Cádiz wieder und schloss sich Rayo Vallecano an.